# 마쓰야마 교스케
마쓰야마 교스케(일본어: 松山 恭助, 1996년 12월 19일~)는 일본의 펜싱 선수로 주 종목은 플뢰레이다. 올림픽에 2회 참가하여 2024년 하계 올림픽에서 단체전 금메달을 획득했다. 또한 2023년 세계 선수권 대회에서 개인전 동메달, 단체전 금메달을 획득했다.